# Tom Schilling
Tom Schilling (Berlijn, 10 februari 1982) is een Duitse televisie- en filmacteur.

## Biografie
Schilling groeide op in het stadsdistrict Berlijn-Mitte, Oost-Duitsland. Op 12-jarige leeftijd werd hij ontdekt door de regisseur Thomas Heise, die op de school van Schilling kinderen zocht voor het theaterstuk Im Schlagschatten des Mondes. De daaropvolgende vier jaar trad Schilling eveneens in andere producties van het Berliner Ensemble op. Oorspronkelijk wilde Schilling kunstschilder worden, maar hij bleef vervolgens toch een toneelcarrière volgen.    
De grote erkenning van Schilling volgde in 2012 met een hoofdrol in de komedie Oh Boy. Voor zijn rol van de jonge Niko die doelloos door het leven gaat en zijn studie vroegtijdig afbrak kreeg Schilling de Deutscher Filmpreis en werd hij voor de Europese Filmprijs genomineerd voor beste acteur. 
Op 14 november 2013 kreeg Schilling de Duitse televisie- en mediaprijs Bambi uitgereikt.
Schilling woont in Berlin - Prenzlauer Berg. In de lente van 2014 werd zijn 2e zoon geboren, het is het eerste gemeenschappelijke kind met zijn partner, de regie-assistente, Annie Mosebach. Begin 2017 werd hun gezamenlijke dochter geboren.
Schilling is lid van het Bundesverband Schauspiel.
Naast zijn acteurprestaties is Tom Schilling ook zanger in de band "Tom Schilling & The Jazz Kids", die in 2017 hun eerste tournee maakten.

## Filmografie

### Bioscoopfilms
- 1999: Schlaraffenland
- 2000: Crazy
- 2000: Der Himmel kann warten
- 2001: Herz im Kopf
- 2003: Verschwende deine Jugend
- 2004: Napola – Elite für den Führer
- 2004: Egoshooter
- 2004: Agnes und seine Brüder
- 2004: Kurz – Der Film
- 2006: Elementarteilchen
- 2006: Joy Division
- 2006: Schwarze Schafe
- 2007: Pornorama
- 2007: Neben der Spur
- 2007: Warum Männer nicht zuhören und Frauen schlecht einparken
- 2008: Robert Zimmermann wundert sich über die Liebe
- 2008: Der Baader Meinhof Komplex
- 2009: Mein Kampf
- 2009: Zarte Parasiten
- 2010: Das Leben ist zu lang
- 2012: Oh Boy
- 2012: Ludwig II.
- 2013: Hai-Alarm am Müggelsee
- 2014: Who Am I – Kein System ist sicher
- 2014: Posthumous
- 2015: Suite française
- 2015: Woman in Gold
- 2015: Tod den Hippies!! Es lebe der Punk
- 2018: Werk ohne Autor
- 2019: Die Goldfische
- 2019: TKKG
- 2019: Lara
- 2020: In Berlin wächst kein Orangenbaum
- 2021: Fabian oder Der Gang vor die Hunde
- 2022: Stasikomödie
- 2022: Die Geschichte der Menschheit – leicht gekürzt
- 2023: Der Pfau
- 2023: Das fliegende Klassenzimmer
- 2024: Eine Million Minuten

### Televisiefilms
- 1988: Stunde der Wahrheit
- 2002: Weil ich gut bin!
- 2005: Die letzte Schlacht
- 2007: Einfache Leute
- 2008: Mordgeständnis
- 2010: Ken Folletts Eisfieber
- 2010: Ich, Ringo und das Tor zur Welt
- 2012: Das Adlon. Eine Familiensaga (driedelig)
- 2013: Woyzeck
- 2013: Unsere Mütter, unsere Väter (driedelig)
- 2016: Auf kurze Distanz
- 2016: Die Opfer – Vergesst mich nicht (2e deel van de trilogie Mitten in Deutschland: NSU)
- 2017: Der gleiche Himmel (driedelig)
- 2019: Brecht (tweedelig)

### Televisieseries
- 1996: Hallo, Onkel Doc! - Manege frei
- 1999: Tatort: Kinder der Gewalt
- 2001: Tatort: Tot bist Du!
- 2005: Tatort: Wo ist Max Gravert?
- 2007: KDD – Kriminaldauerdienst (5 afleveringen)
- 2008: Tatort: Der frühe Abschied
- 2009: Bloch: Tod eines Freundes
- 2010: Tatort: Am Ende des Tages
- 2010: SOKO Köln - Ein Bund fürs Leben
- 2011: Polizeiruf 110: Die verlorene Tochter
- 2011: Tatort: Auskreuzung
- 2021: Ich und die Anderen (6 afleveringen)
- 2023: German Genius
- 2024: Achtsam morden

### Korte films
- 2002: Mehmet
- 2002: Weichei
- 2002: Schlüsselkinder
- 2002: Fetisch
- 2006: Wigald

- Biblioteca Nacional de España: XX1798926
- Bibliothèque nationale de France: cb16233709q (data)
- Gemeinsame Normdatei: 134070828
- International Standard Name Identifier: 0000 0001 1475 0054
- Library of Congress Control Number: no2005011726
- MusicBrainz: 07205e92-45b0-49aa-b48d-36e04f5df909
- Nationale Bibliotheek van Tsjechië: pna2004259233
- Nationale Bibliotheek van Israël: 987007576237605171
- Nederlandse Thesaurus van Auteursnamen: 358190088
- Réseau des bibliothèques de Suisse occidentale: 02-A025923588
- Système universitaire de documentation: 139573992
- Virtual International Authority File: 73579834
- WorldCat: E39PBJkxFxF7DkbfcdbC3pQyVC